# Vladimir Gluščević
Vladimir Gluščević (in serbo Bлaдимиp Глушчeвић?; Cattaro, 20 ottobre 1979) è un ex calciatore montenegrino, di ruolo attaccante.

## Carriera

### Club
Dopo aver giocato con varie squadre di club, nel 2011 si trasferisce all'Albacete, squadra della Segunda División spagnola.

### Nazionale
Conta una presenza ottenuta nel 2009 con la Nazionale montenegrina.